# Gallicano nel Lazio
Gallicano nel Lazio è un comune italiano di 6 501 abitanti della città metropolitana di Roma Capitale nel Lazio.

## Geografia fisica

### Territorio
Gallicano nel Lazio è situato a 241 metri sul livello del mare, alle falde dei monti Prenestini.

### Clima
- Classificazione climatica: zona D, 1659 GR/G

## Origini del nome
Gallicano nel Lazio (la specificazione risale al 1872) è un toponimo di origine prediale, che risale al nome personale latino Gallicanus, con varie attestazioni nel Medioevo.

## Storia
Gallicano nel Lazio in epoca romana si trovava presso l'antica Pedum, anche se non tutti concordano sull'esatta ubicazione e forse Pedum era dove ora c'è la località Corcolle.
La prima menzione scritta in cui si parla del Castello di Gallicano risale al 984 ed è il diploma con cui Giovanni e Crescenzio, principi, donano la chiesa di San Benedetto agli abitanti del Castrum Gallicani. Successivamente gli stessi lo cedettero ai monaci benedettini di Subiaco i quali, sul crinale di tufo ove ancora oggi sorge il paese, fortificarono il castrum, difeso naturalmente da due lunghi e larghi fossati a destra e a sinistra del borgo, edificandovi anche la chiesa parrocchiale, intitolata a sant'Andrea apostolo.
Accanto al Castello, sul colle poi denominato di Santa Maria, accanto ad una chiesa intitolata alla Madre di Dio, edificarono un monastero, stanziandovisi. In questa chiesa posero in venerazione un'immagine mariana molto antica, che fu poi denominata Madonna delle Grazie. Passato successivamente all'abbazia di San Paolo fuori le Mura di Roma, divenne proprietà della potente famiglia Colonna agli inizi del XIII secolo.
Per quasi quattro secoli, la famiglia possedette Gallicano, coinvolgendolo sempre nei suoi dissapori con il Papato e facendo di esso un ponte con la vicinissima Roma. Ma anche tempi di pace sorsero sul paese che poté ospitare la villeggiatura di Martino V (Oddone Colonna) nel 1424. Ad essi si deve, inoltre, il passaggio del monastero dei benedettini di Santa Maria in convento francescano, mentre era ancora in vita san Francesco (quindi prima del 1226).
Nel 1501 fu espugnato dai Borgia i quali lo tennero fino alla chiusura del pontificato del loro papa, Alessandro VI (1503), poi tornò ai Colonna. Durante le ulteriori lotte tra il casato e il papa dell'epoca, Clemente VII, il castello di Gallicano fu distrutto nel 1526.
Ricostruito dalla tenacia degli abitanti, dal 1530 fu amministrato dal principe Alessandro Colonna, che gli diede gli statuti, ancora conservati nell'Archivio Vaticano e che ricostruì la Rocca oggi detta Palazzo Baronale. Il passaggio dei Colonna è ancora oggi ricordato dallo scudo con il loro stemma che campeggia sulla porta nord del borgo, detta del "Santo Salvatore".
La dinastia dei Colonna lasciò definitivamente la supremazia su Gallicano nel 1622 quando il principato passò al cardinale Ludovico Ludovisi, arcivescovo di Bologna, nipote di Gregorio XV. Questo papa visitò il paese nello stesso anno e celebrò la messa nella chiesa di Sant'Andrea.
Nel 1628 venne eretta all'ingresso del paese la chiesa dedicata a san Rocco, che, secondo la leggenda, apparendovi, avrebbe liberato il luogo dalla peste.
Nel 1668 i Ludovisi vendettero il feudo di Gallicano al principe Giovanni Battista Rospigliosi.
Tra i suoi discendenti il principe Nicolò Pallavicini e la sua consorte Vittoria Altieri vengono ricordati per la loro munificenza nei confronti degli abitanti di Gallicano, soprattutto per la ricostruzione ex novo dell'antica chiesa di Sant'Andrea in forme barocche su progetto di Ludovico Rusconi Sassi negli anni 1732-1734 e della fondazione di una scuola pubblica gratuita per le ragazze, aperta nel paese da Santa Lucia Filippini su invito della principessa Altieri Pallavicini (1726).
Nel 1734 giunse anche in Gallicano il corpo di sant'Aurelio Sabazio, martire, tratto dalle Catacombe di Priscilla. Nello stesso periodo, la principessa Pallavicini ospitò a Gallicano per le missioni popolari il famoso predicatore francescano, poi santo, Leonardo da Porto Maurizio (1741). Tuttavia, in questo periodo Gallicano visse traumaticamente la soppressione del convento francescano di Santa Maria delle Grazie e l'incameramento dei suoi beni da parte del convento omonimo di Zagarolo (1748). Al paese rimase come un tesoro la sola vetustissima immagine della Vergine. Nel colle opposto rispetto a quello un tempo occupato dai francescani era sorto a metà del secolo XVII un convento domenicano, intorno all'antica chiesa in cui sono ancora oggi conservate le reliquie di san Pastore Martire. Oggi è sede estiva del Pontificio Collegio Germanico Ungarico.
I Pallavicini rinunciarono ai loro diritti feudali su Gallicano solamente nel 1849, quando esso divenne comune libero. Nel 1872, infine, al nome del paese fu aggiunta la specificazione "nel Lazio" per distinguerlo dal Gallicano in provincia di Lucca.
Nel 1905 il cardinale Vincenzo Vannutelli, vescovo di Palestrina, incoronò la Madonna delle Grazie quale regina di Gallicano ad imperitura memoria di una devozione millenaria, ancora oggi molto viva.
Durante la seconda guerra mondiale subì diversi bombardamenti ,che causarono la distruzione parziale del Ponte Amato di epoca romana.
Dagli anni novanta del XX secolo Gallicano ha visto un notevole incremento demografico dovuto al basso costo degli immobili rispetto alla vicinissima Roma.

### Simboli
Lo stemma e il gonfalone del comune sono stati concessi con decreto del presidente della Repubblica del 5 febbraio 2005.
Il gonfalone è un drappo di giallo con la bordatura di azzurro.

## Società

### Evoluzione demografica
Abitanti censiti

## Cultura

### Archeologia e ambiente
- Sorgente dell'acqua rossa
- Ponte Amato[13]
- Acquedotti romani e Castello di Passerano[14]
- Villa romana e sepolcreto[15]

### Musica
- Banda parrocchiale di Sant'Andrea Apostolo
- Banda Città di Gallicano nel Lazio

## Infrastrutture e trasporti

### Strade
Il comune è attraversato dalle seguenti Strade provinciali:
- SP53/b Colonna - Gallicano: San Cesareo - Zagarolo - Gallicano
- SP56/a Gallicano - Poli: Gallicano - Roma - Poli
- SP51/ab Maremmana Inferiore II: Tivoli - Gallicano - Zagarolo
- SP13/b Osa - Gallicano: Roma - Monte Compatri - Zagarolo - Gallicano
- SP55/a Pedemontana I: Gallicano - Palestrina
- SP47/b Pratonovo Scossite Cancellata Grande: Gallicano Zagarolo
- SP29/a Le Tende: Palestrina - Gallicano - Castel San Pietro Romano

## Amministrazione
Nel 1872 Gallicano cambia denominazione in Gallicano nel Lazio.

### Altre informazioni amministrative
- Fa parte della Comunità montana Castelli Romani e Prenestini.
- Frazioni: Acquatraversa e Passerano
- Presente Gruppo di Protezione Civile "Nucleo Volontari Protezione Civile Gallus Canit"

## Sport
- Gallicano Cricket Club

ASD Gallicano nel Lazio Calcio